# Naso mcdadei
Naso mcdadei és una espècie de peix pertanyent a la família dels acantúrids.

## Descripció
- Pot arribar a fer 75 cm de llargària màxima.
- 5 espines i 28-31 radis tous a l'aleta dorsal i 2 espines i 26-29 radis tous a l'anal.[4][5]

## Alimentació
Menja algues i zooplàncton.

## Hàbitat
És un peix marí, associat als esculls i de clima tropical (10°S-22°S, 114°E-124°E) que viu entre 5 i 65 m de fondària.

## Distribució geogràfica
Es troba des de l'Àfrica oriental fins a la Gran Barrera de Corall, incloent-hi el mar de Timor.

## Observacions
És inofensiu per als humans.